# 馬菲·泰萊
馬菲·西蒙·"馬迪"·泰萊（英語：Matthew Simon "Matty" Taylor，1981年11月27日—），英格蘭職業足球員，可擔任左後衛或左中場，曾效力英乙球隊斯温登。
馬菲·泰萊以左腳炮彈式射門著名。
2018年6月6日，泰萊與斯温登簽約一年，2019年3月泰萊宣佈退役。

## 教练生涯
泰勒在他的球员生涯中拿到了教练徽章，并在西汉姆联队期间与卢顿镇的16岁以下球队一起工作。

## 外部連結
- 足球数据库：馬菲·泰萊的球员统计数据
- BBC檔案 （页面存档备份，存于）
- 40-yard goal vs. Sunderland, October 29, 2005 （页面存档备份，存于）
- Matt's Life With The Stars, But They're No Big Time Charlies